# Robert T. A. Innes
Robert Thorburn Ayton Innes (Edimburgo, 10 de novembro de 1861 – Londres, 13 de março de 1933) foi um astrônomo britânico-sul-africano.

## Biografia
Em 1915 Innes descobriu a estrela Proxima Centauri. Além disso, descobriu diversas estrelas duplas e foi o primeiro astrônomo a ver o grande cometa de janeiro de 1910, em 12 de janeiro de 1910.
Innes foi também o diretor fundador de uma estação meteorológica em Johannesburg, que mais tarde foi transformada em observatório astronômico e renomeado Observatório da União.